# Lila Downs
Ana Lila Downs Sánchez (Tlaxiaco, Oaxaca, Mexikó, 1968. szeptember 19.) mexikói-amerikai énekesnő. Saját dalait énekli, de több őshonos közép-amerikai nép zenekincséből is merít. Szerepelt a Frida és a Fados című filmben.

## Filmográfia
| Év   | Cím                           | Szerep       |
| ---- | ----------------------------- | ------------ |
| 2002 | Frida                         | Tango Singer |
| 2004 | Fados                         | Lila Downs   |
| 2007 | Hasta el último trago corazón | Lila Downs   |

## Diszkográfia

### Álbum
- 1994 - Ofrenda
- 1996 - Azuláo. En vivo con Lila Downs
- 1999 - La Sandunga
- 1999 - Trazos
- 2000 - Árbol de la vida
- 2001 - La Línea
- 2004 - Una sangre
- 2006 - La Cantina
- 2008 - The Very Best Of Lila Downs (El Alma De Lila Downs)
- 2009 - Ojo de Culebra
- 2010 - Lila Downs y La Misteriosa "En París Live à Fip"
- 2010 - Chacala (internet)
- 2011 - Pecados y milagros

### EPs
- 2007 - Live Session (iTunes- online)

### DVDs
- 2007 - Lotería Cantada
- 2008 - The Very Best Of Lila Downs (El Alma De Lila Downs) (DVD)
- 2010 - Lila Downs y La Misteriosa "En París Live à Fip" (DVD)